# 시바타번
시바타 번(일본어: 新発田藩 시바타한[*])은 일본 에도 시대 에치고국 간바라 군(蒲原郡) 시바타를 중심으로 지금의 가에쓰 지방(下越地方)의 일부를 지배했던 번이다. 번청은 지금의 니가타현 시바타시에 있는 시바타성이다. 번주는 미조구치 가문(溝口氏)으로, 그 가격(家格)은 도자마 다이묘이다. 고쿠다카는 6만 석이었으나, 후에 10만 석 격으로 수정되었다.

## 번의 역사
1598년, 도요토미 히데요시의 명에 따라 에치고노쿠니의 우에스기 가게카쓰는 아이즈(会津)로 전봉되었고, 에치고에는 여러 무장들이 배치되었다. 그 중 시바타 지역에는 미조구치 히데카쓰가 자리를 잡았다.
히데카쓰는 세키가하라 전투 때, 도쿠가와 이에야스의 동군에 가담하여, 에치고에서 발생한 우에스기 옛 가신들의 잇키를 진압한 공적에 따라 이에야스로부터 본래 영지 소유를 인정받았다. 이에 시바타 번(6만 석)이 성립하였다.
히데카쓰의 아들 미조구치 노부카쓰는 동생 미조구치 요시카쓰에게 영지 1만 석을 분할하여 주었으므로, 총 고쿠다카는 5만 석이 되었다. 게다가 노부카쓰의 아들 미조구치 노부나오는 세 명의 동생에게 영지를 각각 나누어 주었다.
번의 영역은 지금의 시바타시 영역에 지금의 니가타시 동부, 아가노시, 가모시, 미나미칸바라군까지 포함하는 광대한 것이었다. 그 영역 중 절반 이상을 차지하는 간바라 평야(蒲原平野)는 아가노 강, 시나노강 하류 유역에 펼쳐진 낮은 습지대로, 그 상태 그대로는 농경에 적합하지 않았다. 시바타 번과 영지의 백성들은 대대로 간척과 치수에 공을 들여 개간을 진척시켰다. 그 결과 이 지역은 곡창지대가 되어갔고, 수확량도 고쿠다카 수치를 훨씬 웃돌아 실제 고쿠다카가 40만 석이었다는 설도 있다.
4대 번주 미조구치 시게카쓰는 에도로부터 정원사 아가타 소치를 초청하여 교토 풍 회유식 정원 세이스이엔(清水園)을 만들어, 당시 번영한 문화를 상징했다. 8대 번주 미조구치 나오야스는 번교 도학당(道学堂)을 만들어 학문을 장려했다.
11대 번주 미조구치 나오히로 때에는 10만 석으로 고쿠다카를 수정할 것으로 막부에 요청하여 이를 인정받았으나, 번 내에서는 가문의 격이 올라간다는 이점과 재정이 궁핍한데다가 추가로 과역이 부가될 수 있다는 불이익이 대두되어 논쟁이 벌어졌다.
보신 전쟁에서는 신정부 측에 서려고 하였으나, 주변 여러 번들이 가담한 오우에쓰 열번 동맹의 압력을 이기지 못하고 어쩔 수 없이 동맹에 가입하였다. 동맹은 시바타 번을 참전시키고자 번주 미조구치 나오마사를 인질로 삼으려 시도했으나, 번 영지의 백성들의 저항으로 저지되었다. 그 후 시바타 번은 신정부군에 합류하여 참전하였고, 시바타 지역은 전쟁의 와중에도 지켜질 수 있었다. 다만 이러한 시바타 번의 행동은 에치고 나가오카 번 등으로부터 명백한 배신 행위로 간주되어 주변 지역과의 사이가 틀어지는 결과를 초래했다.
시바타 번은 메이지 4년(1871년) 7월, 폐번치현으로 인해 폐지되었다.

## 역대 번주
1. 미조구치 히데카쓰(溝口秀勝) 재위 1598년 ~ 1610년
2. 미조구치 노부카쓰(溝口宣勝) 재위 1610년 ~ 1628년
3. 미조구치 노부나오(溝口宣直) 재위 1628년 ~ 1672년
4. 미조구치 시게카쓰(溝口重雄) 재위 1672년 ~ 1706년
5. 미조구치 시게모토(溝口重元) 재위 1706년 ~ 1719년
6. 미조구치 나오하루(溝口直治) 재위 1719년 ~ 1732년
7. 미조구치 나오아쓰(溝口直温) 재위 1732년 ~ 1761년
8. 미조구치 나오야스(溝口直養) 재위 1761년 ~ 1786년
9. 미조구치 나오토키(溝口直侯) 재위 1786년 ~ 1802년
10. 미조구치 나오아키(溝口直諒) 재위 1802년 ~ 1838년
11. 미조구치 나오히로(溝口直溥) 재위 1838년 ~ 1867년
12. 미조구치 나오마사(溝口直正) 재위 1867년 ~ 1871년

## 같이 보기
- 폐번치현